# Phare de Delimara (1855)
Le phare de Delimara (1855) est un phare inactif situé sur la péninsule de Delimara dans la baie de Marsaxlokk sur l'île de Malte (république de Malte) en mer Méditerranée. Il a été remplacé par le nouveau phare.

## Histoire
Le premier phare a été construit en 1855, en même temps que le phare de Ta' Gurdan. Les deux phares avaient été érigé à l'époque de la domination britannique.
Le système d'éclairage initial produisait une lumière rouge constante, en utilisant des lampes actionnées par l'huile d'olive. Cela a été remplacé, en 1896, par un système optique rotatif fourni par Chance Brothers (en) de Smethwick, qui utilisait une table rotative couplée à une lentille de Fresnel pour produire un flash alternatif rouge et blanc toutes les trente secondes. L'appareil était alimenté par un poids qui descendait lentement de la pièce de la lanterne, ce qui entraînait un mécanisme d'horlogerie faisant tourner la table à une rotation déterminée. Il utilisait des lampes alimentées à la paraffine, qui était stocké dans un réservoir de cuivre avec des raccords en laiton ornés.
La lumière a continué à fonctionner, jusqu'en 1990, jusqu'à sa désactivation. Le bâtiment qui consiste en une tour octogonale de 22 m avec une maison de deux étages a été trouvé en mauvais état et a été remis à Din l-Art Helwa (en) pour sa restauration totale ainsi que sa machinerie.
Le phare de Delimara a servi pour l'industrie maritime maltaise et il est maintenant considéré comme un témoin de l'architecture britannique. Le but ultime du projet, en plus de redonner vie à un site historique important, est d'offrir un hébergement aux visiteurs dans un site historique. Les logements du gardien du phare ont été transformés en deux appartements disponibles à la location. Les appartements peuvent accueillir jusqu'à dix personnes au total, cinq dans chaque appartement. Ceux-ci sont situés autour de l'entonnoir central du phare, et ont des vues sur la côte environnante.
|                       |
| Péninsule de Delimara |

|                   |
| Le phare restauré |

### Lien connexe
- Liste des phares de Malte